# Eberhard Weghorn
Eberhard Weghorn (* 1. August 1947 in Frankfurt am Main) ist ein deutscher Jurist sowie ehemaliger hessischer Politiker (FDP) und ab 1975 Mitglied des Hessischen Landtags, 1981 auch dessen Vizepräsident.

## Ausbildung und Beruf
Eberhard Weghorn, Sohn von Anne Liese Weghorn, geborene Kaul, und des promovierten Journalisten Erwin Weghorn, legte nach dem Besuch des Gymnasiums in Schlüchtern 1966 das Abitur ab und diente dann bis 1968 beim Bundesgrenzschutz. Anschließend studierte er Soziologie und Rechtswissenschaften an der Universität Frankfurt. Nach dem ersten (1974) und zweiten juristischen Staatsexamen (1977), absolviert in Frankfurt am Main, arbeitete Weghorn als Rechtsanwalt.

## Politik
Eberhard Weghorn ist seit 1969 Mitglied der FDP. 1971 bis 1972 war er in Hessen Landesvorsitzender der Deutschen Jungdemokraten, der damaligen Jugendorganisation der FDP. Seit 1971 war Weghorn Landesvorstandsmitglied der hessischen FDP, seit 1985 Bezirksvorsitzender Untermain. 1975 wurde er Kreisvorsitzender der FDP im Main-Kinzig-Kreis und Bundesschatzminister der Deutschen Jungdemokraten.
Weghorn war langjährig als Stadtverordneter in Steinau sowie in der Verbandsversammlung des Landeswohlfahrtsverband Hessen aktiv.
Vom 6. Februar 1975 bis zum 30. November 1982 sowie erneut vom 13. Oktober 1983 bis 4. April 1991 war Eberhard Weghorn Mitglied des hessischen Landtags. Er kandidierte dabei im Wahlkreis Main-Kinzig III, wurde jedoch stets über die FDP-Landesliste gewählt. Vom 26. August 1981 bis zum 1. Dezember 1982 war er stellvertretender Landtagspräsident. Seit dem 13. Oktober 1983 war er stellvertretender FDP-Fraktionsvorsitzender. Bereits 1978 war er Mitgliederpräsident, vom 5. Dezember 1978 bis zum 30. November 1982 Parlamentarischer Geschäftsführer der FDP-Landtagsfraktion.
Im Mai 1987 erlitt Weghorn einen schweren Autounfall und lag im Koma. Da die Landesregierung unter Walter Wallmann lediglich eine Stimme Mehrheit im Landtag hatte, führte dies dazu, dass die Opposition aus SPD und Grünen die Verabschiedung des „Gesetzes zur Wiederherstellung der freien Schulwahl im Lande Hessen“ verzögern konnte. Durch den Auszug aus dem Landtag machten die Oppositionsfraktionen den Landtag beschlussunfähig. Dieser Boykott kam in der Öffentlichkeit so schlecht an, dass das Gesetz nach drei vergeblichen Anläufen eine Woche später als geplant  passieren konnte.

## Sonstiges
Weghorn war zeitweilig Mitglied im Kuratorium der Wolf-Erich-Kellner-Gedächtnisstiftung.

## Ehrungen
- 1983: Verdienstkreuz am Bande der Bundesrepublik Deutschland

## Weblink
- Eberhard Weghorn. Abgeordnete. In: Hessische Parlamentarismusgeschichte Online. HLGL & Uni Marburg, abgerufen am 17. August 2024 (Stand 29. November 2023).